# Eduardo Bernal
Eduadro Bernal Molina (ur. 5 stycznia 1993) – wenezuelski, a od 2023 roku chilijski zapaśnik walczący w stylu klasycznym. Piąty na igrzyskach panamerykańskich w 2023. Ósmy na mistrzostwach panamerykańskich w 2025. Brązowy medalista mistrzostw Ameryki Południowej w 2019 i mistrzostw panamerykańskich juniorów w 2013 roku.